# شهرستان ژانگوو
شهرستان ژانگوو (به لاتین: Zhangwu County) یک شهرستان‌های جمهوری خلق چین در چین است که در فاکسین واقع شده‌است.
 شهرستان ژانگوو ۳٬۶۳۵ کیلومتر مربع مساحت و ۴۱۰٬۰۰۰ نفر جمعیت دارد و ۸۴ متر بالاتر از سطح دریا واقع شده‌است.